# 馬格里布薄荷茶
馬格里布薄荷茶 (atay，羅馬化：aš-šhāy bin-na'nā'，羅馬化：atay)，又稱摩洛哥薄荷茶 、阿爾及利亞薄荷茶，是一種起源於北非馬格里布地區的茶飲，主要成份有綠茶、留蘭香（綠薄荷）、糖和開水。

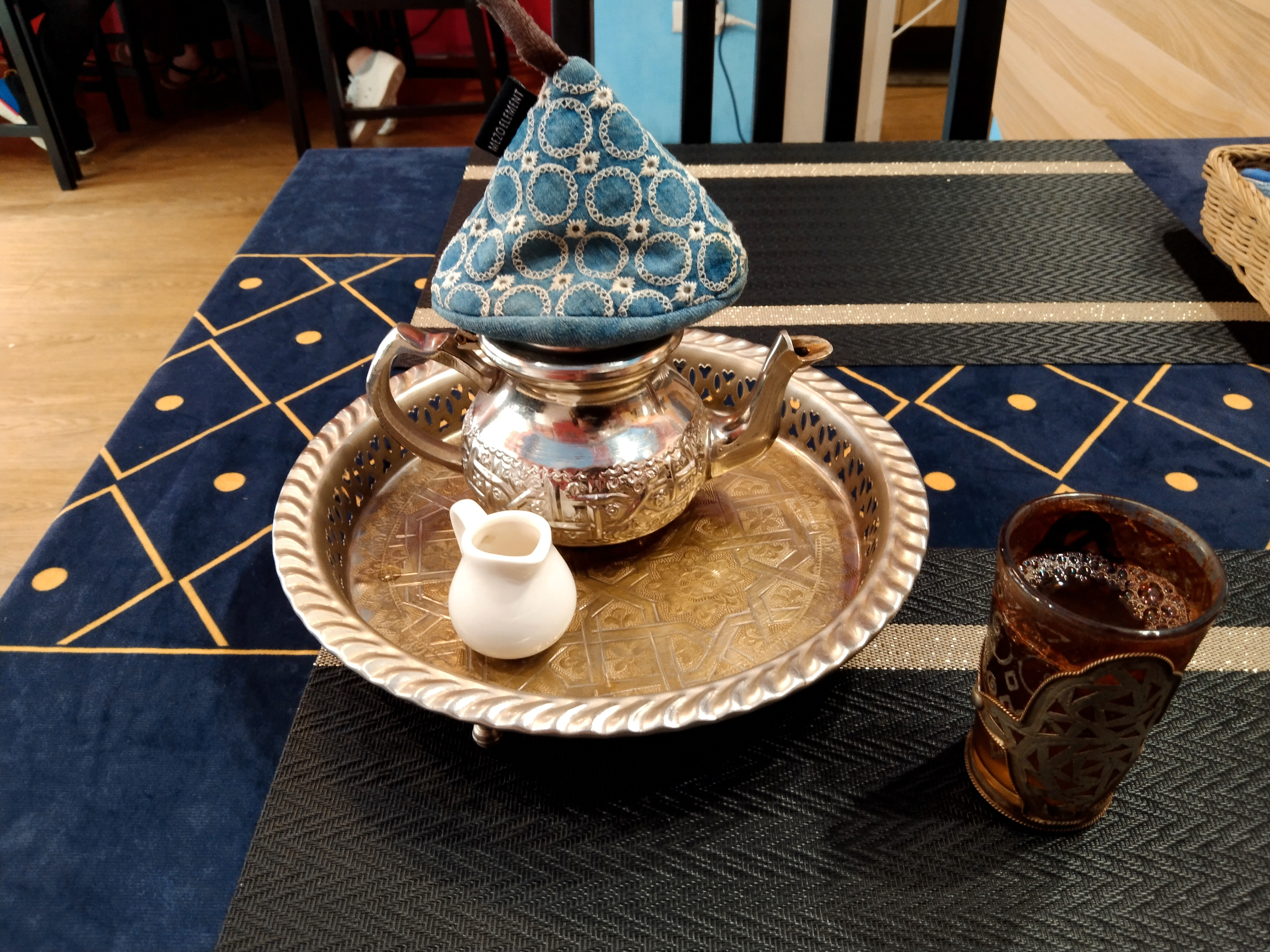
臺灣桃園市一間摩洛哥餐廳供應的摩洛哥薄荷茶

## 文化
茶在摩洛哥文化中佔有重要地位，被視為社交生活必備品。甚至在一般人家裡，有多套茶具也屬正常。在摩洛哥，為客人備上一杯薄荷茶是一種待客禮儀，也是歡迎的展現。這種茶傳統上由家庭中的男主人泡製，並奉上客人以示好客。通常至少供應三杯茶。

## 歷史
珠茶在18至19世紀時經由英國人引入北非。綠茶加入薄荷的飲用習慣從摩洛哥傳播到北非各國，以及撒哈拉地区的柏柏人與图阿雷格族的遊牧部落。
在19世紀時，糖與茶會自歐洲運抵摩洛哥索维拉，並由當地的猶太商人轉售。詹姆士·理查森在1840年代記錄了摩洛哥的茶道儀式，並表示他旅行期間，人們終日普遍飲茶。
在摩洛哥，飲茶逐漸與權力與聲望聯繫，蘇丹摩洛哥的蘇萊曼的官員艾哈邁德·本·穆巴雷克成為首位「茶之主」（mūl atay）。
受到1856年英摩條約和克里米亞戰爭的影響，自英國東印度公司進口的茶業量增加了四倍，但飲茶習慣仍侷限於城市。
茶約在1930年年帶開始進入民間，在城市中，參與茶道儀式成為社會地位與優雅的象徵。而在農村，飲茶則是模仿他們既羨慕又心存不滿的城市階級的方式。1880年代的饑荒推動了茶的普及，當時茶成為緊急的熱量來源、壓抑飢餓感的方式，以及湧入城市謀生的農村人口適應都市的方法。
到了20世紀初，薄荷茶已在摩洛哥廣泛普及。

## 製作

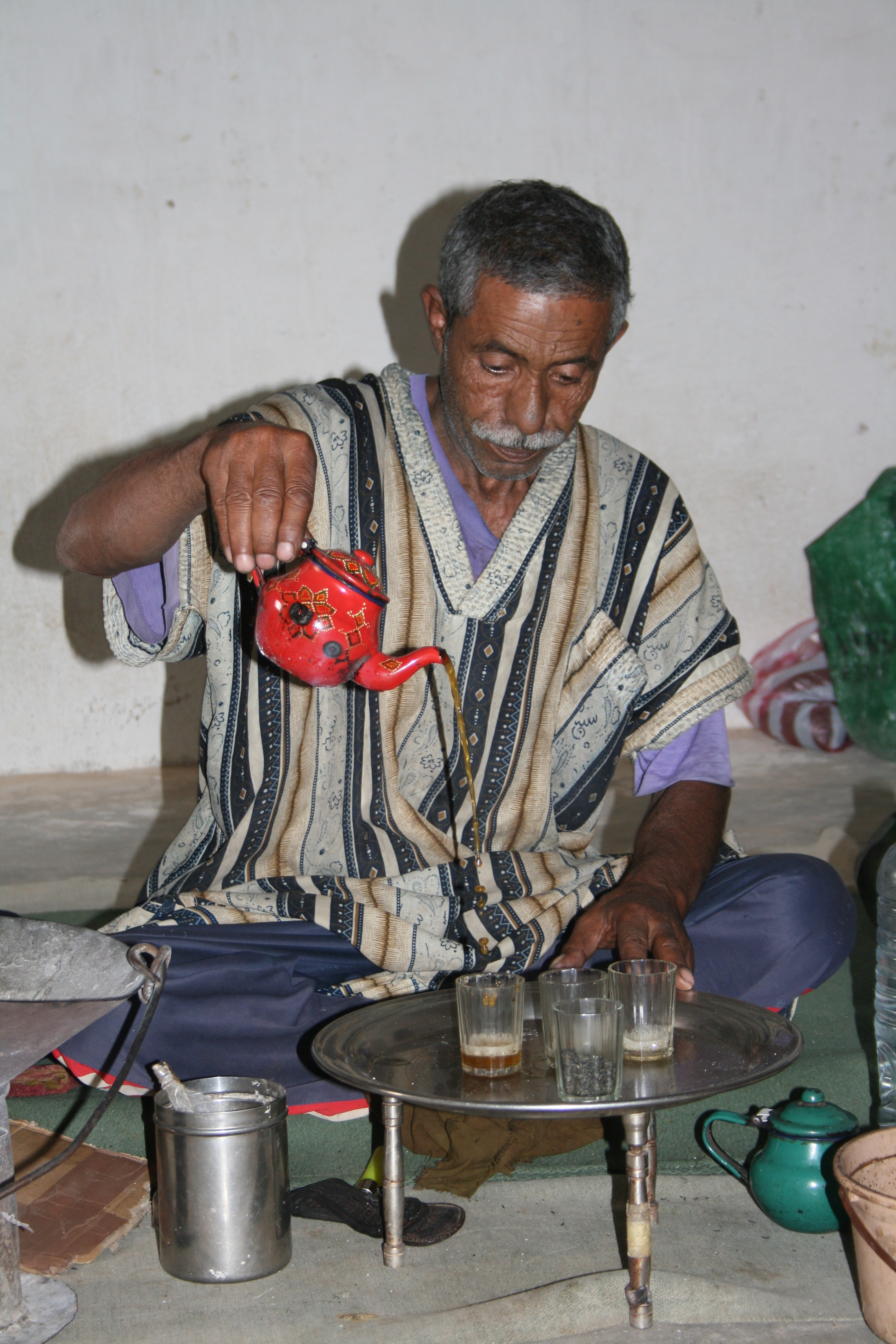
撒哈拉茶道

馬格里布薄荷茶的材料包含綠茶、新鮮薄荷葉、糖以及開水。材料的比例與沖泡時間可以有很大差異。茶葉會一直保留在壺中，邊喝邊泡，因此每一杯的風味都會有所不同。倒茶時，會從高處注入杯中，讓鬆散的茶葉沉至杯底，同時輕輕為茶液增氧，以提升風味。
冬天時若薄荷不易取得，有時會以樹艾（摩洛哥阿拉伯語： shība）代替或搭配薄荷，使茶帶有明顯苦味。檸檬馬鞭草（摩洛哥阿拉伯語： lwiza）也常用來增添檸檬香氣。其他可用來調味的香草還包括牛至、鼠尾草與百里香。

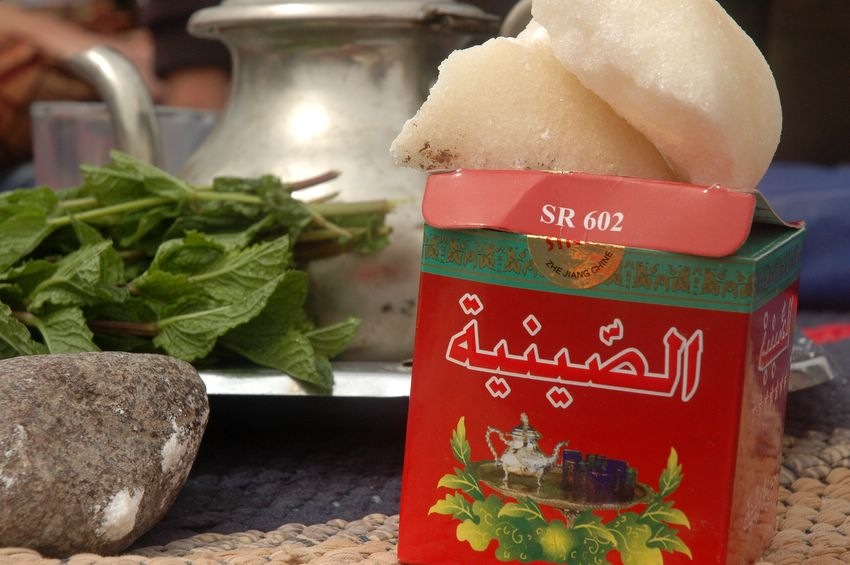
材料
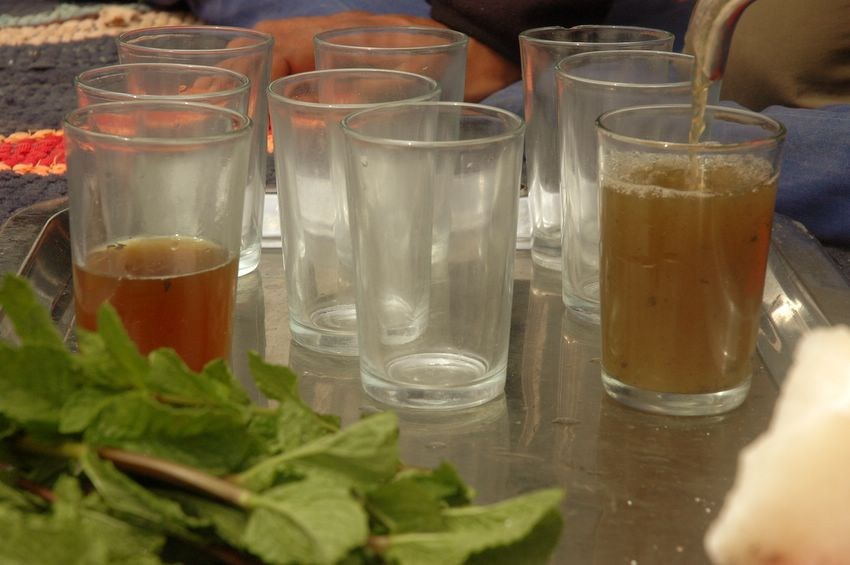
沖泡
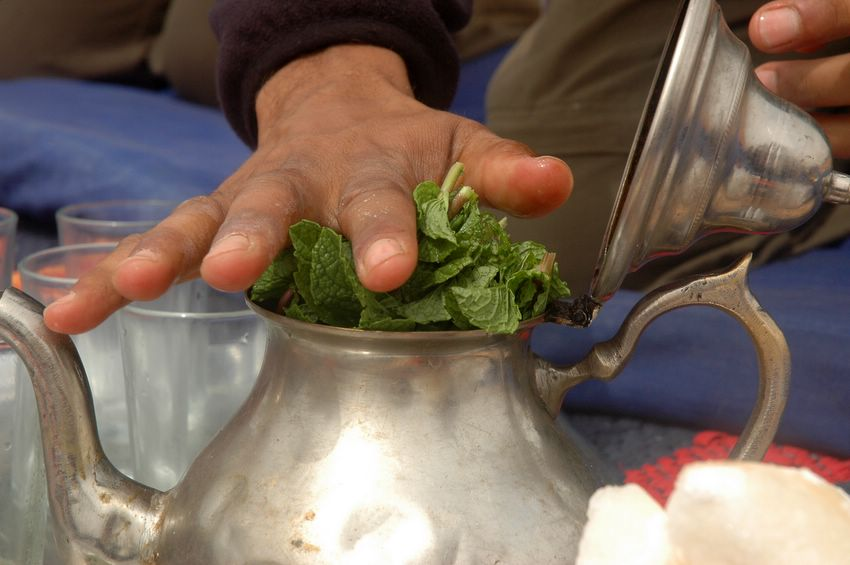
加入薄荷
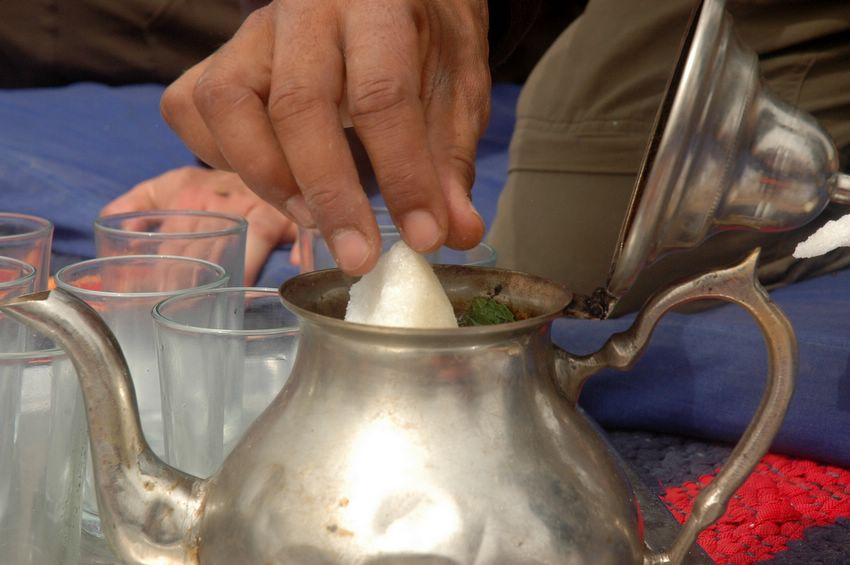
加入糖
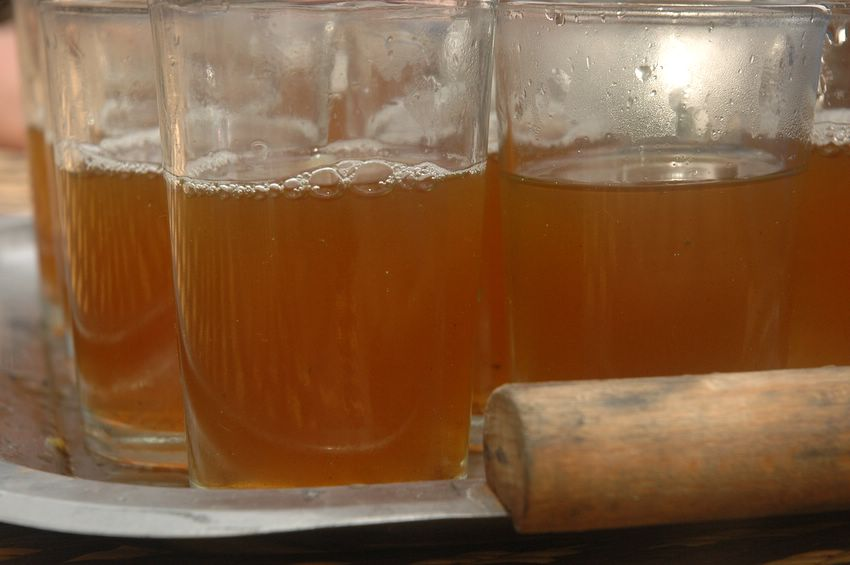
成品

## 文化
傳統上，這種茶會分三次沖泡。每一杯茶因浸泡時間不同而風味各異，這一點在馬格里布地區有句著名諺語形容：
|  | 第一杯，溫柔如人生； 第二杯，濃烈如愛情； 第三杯，苦澀如死亡。 |

在Nass El Ghiwane最受歡迎的歌曲之一《Es-Siniya》（الصينية）中，茶盤被用作隱喻，來表達從鄉村遷移至像卡薩布蘭卡這樣的大城市所面臨的種種艱辛。